# Ошта
О́шта (вепс. Šušt) — село в Вытегорском районе Вологодской области. Село в входит в состав Оштинского сельского поселения, однако администрация поселения находится в селе Мегра.
Ошта находится на автодороге Вытегра — Санкт-Петербург недалеко от Онежского озера в 150 км от Петрозаводска.
С точки зрения административно-территориального деления — центр Оштинского сельсовета.

## Географическое положение
Село расположено на реке Оште, в 5 км южнее от южного берега Свирской губы Онежского озера. Между селом и озером пролегает Онежский канал, в который выходит река Ошта.

## История

### Российская империя

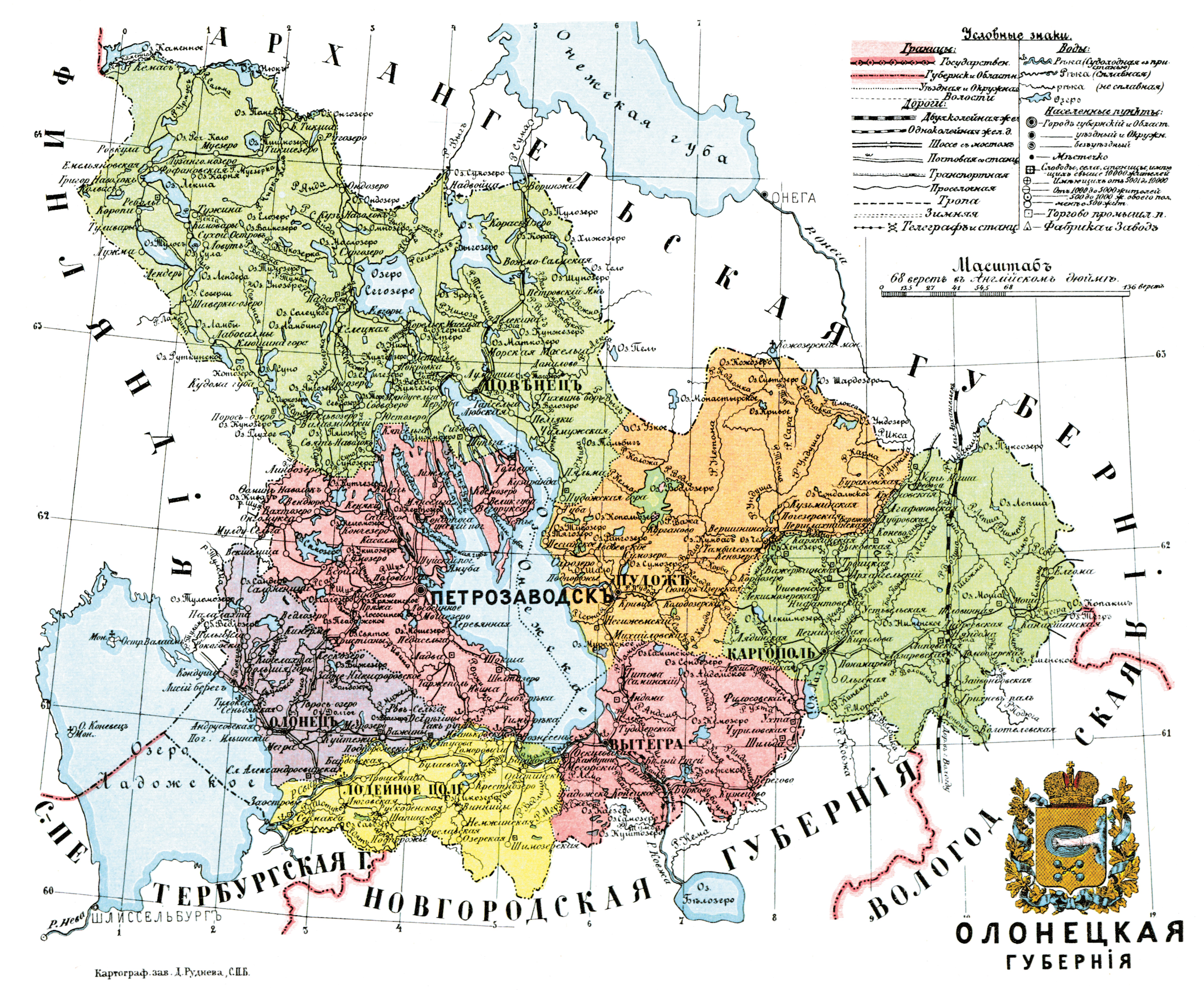
Оштинский погост на карте Олонецкой губернии, 1913 год

До начала XVIII века село Ошта было центром Заонежских погостов. В селе имелось два православных храма — деревянный во имя Святого Николая Чудотворца, построенный в 1791 году и каменный Богоявленский (1807). При селе имелось двуклассное сельское училище.
В 1785 году Екатериной II учреждён Лодейнопольский уезд Олонецкой губернии. В 1799 году реформой Павла I уезд упразднён, Оштинский погост в составе Олонецкого уезда Новгородской губернии. При Александре I в 1801 году была восстановлена Олонецкая губерния, а в её составе был восстановлен и Лодейнопольский уезд.
В ходе реформы 1861 года в Олонецкой губернии были образованы волости (низшим общественно-административным звеном являлось сельское общество, состоявшее из крестьян одной или нескольких смежных деревень; несколько обществ образовывали волость). Процесс проведения реформы в Олонецкой губернии был сложным и длительным. В марте 1861 года в губернии были учреждены мировые участки во главе с мировыми посредниками. Лодейнопольский уезд был разделён на 3 мировых участка. По Лодейнопольскому уезду проекты распределения селений на волости губернским присутствием утверждены и мировым посредникам было предложено открыть волостное и сельское управление к 1 сентября 1861 года. Оштинский погост стал центом Оштинской волости, включавшей 194 деревни.
В 1874 году перед училищем на средства купца Ильи Федуловича Громова был поставлен памятник М. В. Ломоносову.
30 августа 1911 года у Оштинского волостного правления был сооружен памятник императору Александру II.

### Советская Россия
Декретом ВЦИК от 18 сентября 1922 года Олонецкая губерния была упразднена и разделена. Лодейнопольский и Вытегорский уезды вошли в состав Петроградской губернии.
В 1927 году в ходе реформы административно-территориального деления СССР были упразднены волости (в том числе и Оштинская волость) и уезды. С августа 1927 года по 1930 — в составе Оштинского района Лодейнопольского округа Ленинградской области.
23 сентября 1937 года в связи с разделением Северной области на Архангельскую и Вологодскую, из Ленинградской области были переданы в Вологодскую город Череповец и 18 районов, в том числе и Оштинский район.
С 1 октября 1941 года по 24 июня 1944 года часть Оштинского района была оккупирована финскими войсками. Вокруг Ошты была организована оборона, которая завершилась с наступлением на Петрозаводск летом 1944 года. В течение этих трёх лет финские войска располагались всего в 4 км от Ошты.
До января 1949 года Ошта была районным центром, когда центр был перенесён в село Мегра. В 1950-е годы Оштинский район был упразднён, а его территория вошла в состав Вытегорского и Борисово-Судского районов, село оставалось центром Оштинского сельсовета Вытегорского района.

### Современная Россия
В 2001 году к селу Оштинский Погост были присоединены деревни Андреево, Низ, Нешкина, Тарасина, Челекса и Кургино. Объединённое село получило название Ошта.
1 января 2006 года Ошта стала центром Оштинского сельского поселения, образованного из Оштинского сельсовета.
До 2016 года было центром Оштинского сельского поселения. В ноябре 2016 года решением заксобрания Вологодской области и губернатора О. А. Кувшинникова произошло объединение сельских поселений Мегорское, Казаковское и Оштинское — в сельское поселение Оштинское с административным центром в селе Мегра.

## Население
| 2002 | 2010  | 2019  |
| ---- | ----- | ----- |
| 1204 | ↘1069 | ↘1002 |

По переписи 2002 года население — 1204 человека (589 мужчин, 615 женщин). Преобладающая национальность — русские (94 %).
К 2019 году в Оште проживало 1002 жителя, 2/3 — пенсионеры.

## Транспорт
Ошта находится на автодороге Вытегра — Санкт-Петербург. На запад до Санкт-Петербурга 340 км, на северо-запад до Петрозаводска 150 км, на восток до Вытегры 60 км, до Вологды 380 км.
В селе есть остановка межобластного автобусного маршрута N 990 «Петрозаводск — Вологда через Вознесенье».
Ближайшие железнодорожные станции — Свирь и Подпорожье.

## Экономика
В 2002 году в селе компанией ООО «Новус Л» был построен мини-завод по разливу и упаковке родниковой воды под маркой «Аква-Люкс». Также работает пилорама.
Несколько магазинов, аптечный пункт.

## Образование, культура
В селе есть детский сад и средняя школа.
Работают Оштинская сельская библиотека, Оштинский дом культуры.

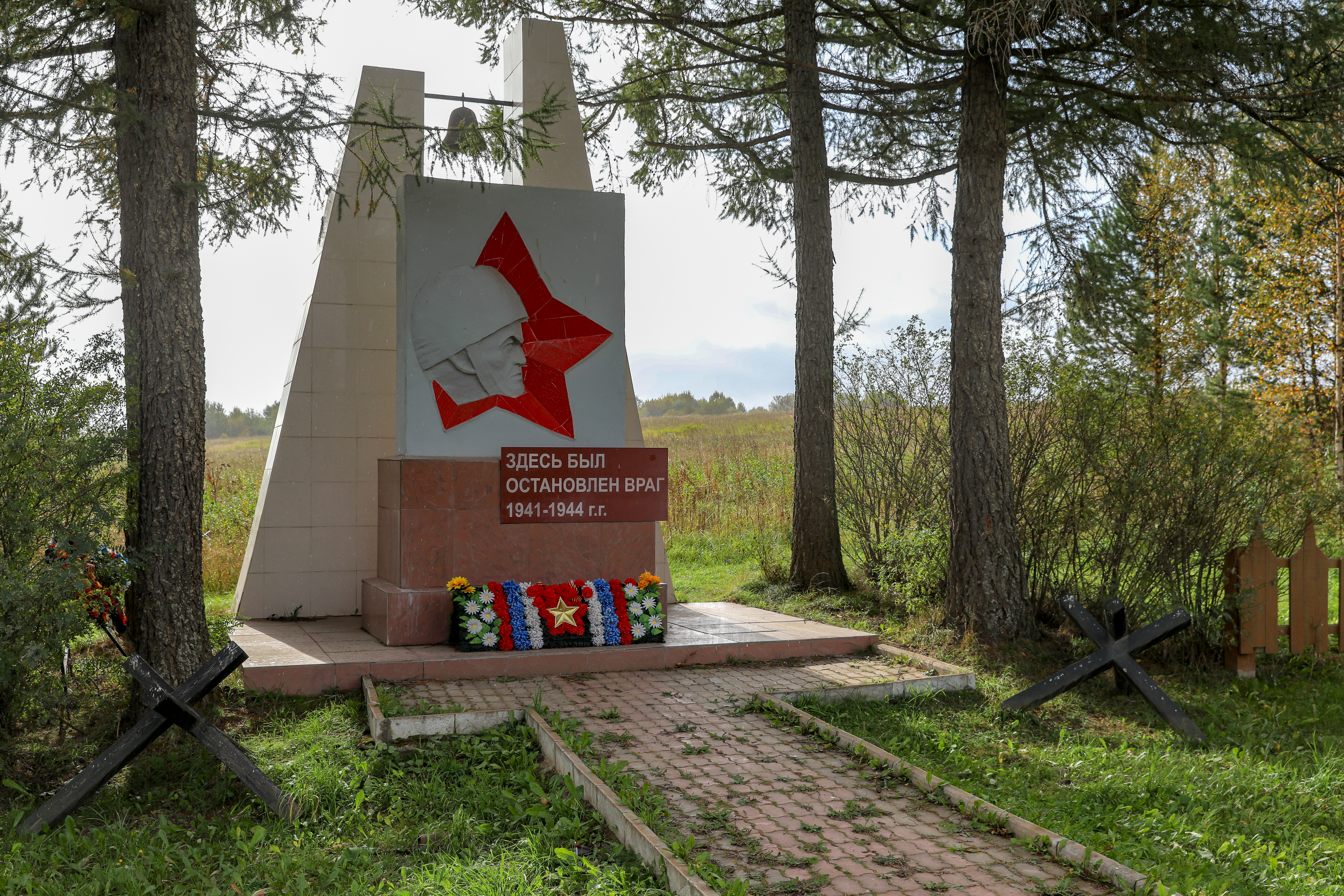
Памятник «Здесь был остановлен враг» в Оште

В 2015 году благодаря усилиям местных активистов, поисковиков, районных властей и предпринимателей появился Музей под открытым небом «Оштинский рубеж». В музее воссоздан один из участков обороны Ошты с траншеями, проволочными заграждениями и блиндажами.

## Известные уроженцы
- Никитин, Михаил Матвеевич (1906—1942) — советский историк литературы, писатель.